# Де Шевинье, Пьер
Пьер Габриэль Адхеом де Шевинье (фр. Pierre de Chevignél; 6 июня 1909, Тулон — 4 августа 2004[…], Биарриц) — французский политик, министр обороны Четвёртой республики с 14 мая по 1 июня 1958 года.

## Ранние годы
Шевинье родился 16 июня 1909 года в Тулоне. Он был сыном Франсуа Анри Мари Жозефа Огюста де Шевинье и бывшей Жизель Кола

## Карьера
Шевинье окончил Сен-Сир и стал кадровым офицером. Он был несколько раз ранен в 1940 году, сумел воссоединиться с Де Голлем в Лондоне и был полковником сил Свободной Франции. После первоначальной службы в Сирии и Ливане в 1942 году он был направлен в Вашингтон в качестве военного атташе Свободной Франции. По возвращении в Лондон он стал начальником штаба французских вооружённых сил в Великобритании.
После освобождения он был направлен на Мадагаскар в качестве верховного комиссара.
Член партии «Народное республиканское движение», недолгое время занимал пост министра обороны Четвёртой республики с 14 мая по 1 июня 1958 года при премьер-министре Пьере Пфлимлине. В 1954 году он был слегка ранен осколками гранаты во время поездки по индокитайскому фронту боевых действий во время инспекции французских войск, высадившихся на территории, удерживаемой коммунистическими повстанцами Вьетминя. Премьер-министр Пфлимлин занимал этот пост недолго до майского кризиса 1958 года во Франции во время беспорядков Алжирской войны за независимость, которая привела к краху Четвёртой республики и её замене Пятой Республикой во главе с Шарлем де Голлем, который вернулся к власти после двенадцатилетнего отсутствия.
В 1952 году он отправился в Нью-Йорк

## Личная жизнь
Он был женат на Элен Родоканачи (1911—1939), дочери Петроса Родоканачиса и бывшей Хариклии Сальвагу. Вместе у них родились две дочери, в том числе:
- Жизель Франсуаза Андре Симона де Шевинье (р. 1933), которая была замужем за графом Франсуа де Ла Круа де Кастри (1919/20—2011), который сделал военную карьеру в Корее, Индокитае и Алжире

После смерти своей жены в 1939 году он вторично женился на Анне д'Ормессон (ок. 1915—2008).
Пьер де Шевинье умер в Биаррице 4 апреля 2004 года.